# Жемарин, Иван Сергеевич
Иван Сергеевич Жемарин (1827 — 28 октября 1882, Тамбов) — тамбовский купец I гильдии. Получил всероссийскую известность в 1868 году после убийства Витольдом Горским его семьи и прислуги. Неоднократно упоминается в романе Ф. М. Достоевского «Идиот».

## Биография
По сведениям В. В. Лаврова, Иван Сергеевич родился в крепостной семье кучера в 1827 году. Его барыней была генеральша Зимина. Заметив, что малолетний Ваня тянется к грамоте, она взяла его к себе в дом, где он обучался вместе с генеральским сыном. Проявил необычайные способности в математике, мог в уме мгновенно переумножать числа, чем удивлял генеральшу и её гостей. Барыня пустила Ивана Жемарина по торговой части, где он стал торговать умело и чрезвычайно доходно. Иван вскоре вернул барыне капитал, вложенный в дело. А через два года выкупил себя и мать — Варвару Силантьевну (отец умер годом раньше) из крепостных. В 1854 году женился на купеческой дочке Марье Емельяновой. У них родилось четверо детей, из которых две умерло ещё во младенчестве, а двое сыновей — старший Иван и младший Александр — воспитывались в семье. На приданное жены расширил дело и вскоре сильно разбогател. Занимался благотворительностью — построил школу для бедных, жертвовал на Вознесенский монастырь, кормил бесплатно множество людей.
О благотворительности Жемарина также известно и из других источников. Так, в 1846 году на средства Жемарина, а также купцов Малина и Мандрыкина в Тамбове было построено новое величественное пятиглавое здание Церкви Святой Живоначальной Троицы в русско-византийском стиле (в 1938 году церковь была закрыта, а в 1941 году здание было разобрано на стройматериалы).
Помимо торговой, Иван Жемарин занимался также общественной деятельностью — служил ратманом в городовом магистрате.
Проживал с семьёй в центре города Тамбова.

### Убийство семьи Жемарина и суд над Горским
1 марта 1868 года купец Жемарин возвратившись в 10 часов вечера домой, обнаружил, что входную дверь на заднем крыльце ему не открывают, несмотря на стук. В этот момент к дому подошли полицейские в сопровождении няни детей Жемарина и его кучера, которые раньше также безуспешно стучали в эту дверь и обратились в полицию. Все вместе они отправились к парадному крыльцу и обнаружили, что дверь его незаперта].
Войдя в комнаты, они увидели шесть трупов: матери и жены Жемарина, одиннадцатилетнего сына, горничной, беременной кухарки и дворника. Четырёхлетний сын Жемарина был ещё жив, но находился без сознания с проломленной головой (позже и он скончался). Трупы жены, горничной и младшего сына были одеты в шубы, что свидетельствовало о том, что они были убиты сразу после возвращения домой. Мать Жемарина, жена, дворник и кухарка были застрелены. Горничная была убита ударами полена по голове, а 11-летний сын скончался от ударов железного песта, которым его череп был раздроблен в нескольких местах.
Все вещи, серебро и деньги оказались на месте, включая жемчужное ожерелье, которое находилось в незапертом ящике. Хотя, судя по следам, убийца долго находился в доме (он успел перенести со двора в дом труп кухарки, опускал шторы и т. п.).
На столе, где Витольд Горский — учитель с 11-летнего сына Жемарина проводил занятия, были найдены стружки от свинцовых пуль. Кроме того, кучер и няня показали, после ухода хозяина и хозяйки Горский был в доме. Это дало полиции основания для задержания Горского. Позже появились дополнительные улики. Оказалось, что за несколько дней до убийства Горский показывал своим знакомым железный пест, найденный на месте преступления, и говорил, что специально заказывал его у кузнеца. Допрошенный кузнец подтвердил, что изготовил пест для Горского по его рисунку, который сказал, что пест ему нужен для занятий гимнастикой. Двое из товарищей Горского показали, что видели за два дня до преступления у него в кармане револьвер, а третий сообщил, что у него из кабинета пропал револьвер. Согласно показаниям слесаря, Горский обращался к нему с просьбой починить револьвер и зарядить его пятью пулями. На одежде и сапогах Горского были обнаружены следы крови. Тем не менее, несмотря на столь явные улики, Горский в преступлении не сознавался. Лишь на шестой день допроса, когда ему были предъявлены все улики, он признался в убийстве.
30 апреля 1868 года во временном военном суде Тамбова началось заслушивание этого дела. Дело рассматривалось военным судом, так как Жемарин обвинил Горского в причастности к польскому освободительному движению (это обвинение было позже отвергнуто судом). На суде Горский признал все обвинения в убийстве и рассказал подробности. Преступление он задумал давно и долго к нему готовился. Вначале он убил железным пестом 11-летнего сына Жемарина, нанеся ему несколько сильных ударов по голове. Затем он позвал мать Жемарина, якобы у ребёнка началось кровотечение, а когда она подошла, пропустил её вперёд по коридору и застрелил со спины. Затем он позвал дворника и кухарку. Дворника он застрелил сразу, а кухарка раненная попыталась бежать и он её во дворе добил железным перстом. Он перезарядил револьвер и в этот момент к дому подъехали жена Жемарина с 4-летним сыном, горничная и кучер. Кучер остался распрягать лошадей, а остальные вошли в дом. Горский спрятался за дверью. Когда хозяева вошли в дом, он выстрелил и убил жену Жемарина. Затем направил револьвер на горничную, но оружие заклинило. Тогда он убил горничную поленом. Также он нанёс несколько ударов по голове поленом и 4-летнему сыну Жемарина.
Затем он вышел из дома так, что кучер его не заметил, и отправился к слесарю, который починил револьвер и зарядил его пятью пулями. Горский вернулся в дом, собираясь убить кучера. Но не убил его, так как «рука не поднялась».
Горский сообщил суду, что семья Жемарина хорошо к нему относилась, однако избежать убийства он не мог. На вопрос судьи почему же он, совершив преступление, не взял из дома никаких ценностей, Горский ответить не смог, сказав, что он не помнит («это мне представляется не ясно, как бы в тумане»).
Горский, хотя и признал убийство, но не раскаялся в нём и даже оправдывал его тем, что, по его словам, «желание улучшить материальное положение [своего] семейства, не только не является безнравственным, но его можно даже назвать благородным чувством».
1 мая 1868 года суд приговорил Витольда Горского к смертной казни через повешение. 4 мая 1868 года Горский подал кассационную жалобу в Главный военный суд, но жалоба удовлетворена не была. Тем не менее, император Александр II заменил Горскому смертную казнь бессрочной каторгой.

### Дальнейшая судьба
О дальнейшей судьбе И. С. Жемарина известно мало. Сообщается, что он воздвиг на Воздвиженском кладбище огромный мавзолей в виде часовни над могилами убитых жены, матери, детей и прислуги. Женился во второй раз. В новом браке детей не было.
Также известно, что в 1876 году он выступил свидетелем в судебном деле о владении дома в Тамбове Интендантским ведомством военного министерства (ныне ул. Советская, 107), где подтвердил, что этот дом принадлежал ведомству более 15 лет.
28 октября 1882 года купец Жемарин скончался и завещал, для увековечивания памяти убитой семьи, свой дом отдать под приют для детей-сирот.
В 1896 году бывший дом Жемарина, принадлежавший на тот период Тамбовскому Губернаторскому Попечительству детских приютов, был выставлен на продажу. С 1896 по 1902 годы в нём находились Казённые палаты и Губернское казначейство. На одной усадьбе с Мариинским детским приютом было возведено двухэтажное каменное здание, в котором 6 декабря 1898 года были открыты ремесленные классы для детей приюта имени братьев Ивана и Андрея Жемариных.

## Литературные отзвуки
- Персонажи романа «Идиот» (1868) Ф. М. Достоевского неоднократно упоминают Жемарина и его убитую семью[17][18].
- Рассказ «Марксист» сборника исторических детективов «Блуд на крови» (1994) Валентина Лаврова в художественной форме описывает обстоятельства убийства семьи Жемарина[1]. В рассказе Лавров описывает внешний вид Ивана Сергеевича Жемарина как «богатырского сложения человека с густой русой бородой в мелких кудряшках, с озорным блеском в глазах», а также посвящает главу описанию его юности.